# А̃
Cette page contient des caractères spéciaux ou non latins. S’ils s’affichent mal (▯, ?, etc.), consultez la page d’aide Unicode.
Ne doit pas être confondu avec la lettre latine A tilde (Ã ã).
Le А tilde (capitale А̃, minuscule а̃) est une lettre de l'alphabet cyrillique, composée du А (A cyrillique) et du tilde. Elle est utilisée dans l’écriture du khinalug.

## Utilisation
Le a tilde ‹ а̃ › a été utilisé dans l’écriture du khinalug, notamment dans la grammaire khinalug de Decheriev publiée en 1959,.

## Représentations informatiques
Le А tilde peut être représenté avec les caractères Unicode suivants :
- décomposé (cyrillique, diacritiques) :

| formes    | représentations | chaînes de caractères | points de code | descriptions                                    |
| --------- | --------------- | --------------------- | -------------- | ----------------------------------------------- |
| capitale  | А̃               | А◌̃                    | U+0410 U+0303  | lettre majuscule cyrillique a diacritique tilde |
| minuscule | а̃               | а◌̃                    | U+0430 U+0303  | lettre minuscule cyrillique a diacritique tilde |